# Challenger de New Haven
El Oracle Challenger Series – New Haven es un torneo profesional de tenis. Pertenece al ATP Challenger Series para los hombres y WTA 125s para las mujeres. Se juega desde el año 2019 sobre pistas dura, en New Haven, Estados Unidos.

## Palmarés

### Individual masculino
| Año  | Campeón                                 | Finalista                               | ResultadoO                              |
| ---- | --------------------------------------- | --------------------------------------- | --------------------------------------- |
| 2019 | Tommy Paul                              | Marcos Giron                            | 6-3, 6-3                                |
| 2020 | Cancelado debido a la pandemia COVID-19 | Cancelado debido a la pandemia COVID-19 | Cancelado debido a la pandemia COVID-19 |

### Individual femenino
| Año  | Campeona                                | Finalista                               | Resultado                               |
| ---- | --------------------------------------- | --------------------------------------- | --------------------------------------- |
| 2019 | Anna Blinkova                           | Usue Maitane Arconada                   | 6–4, 6–2                                |
| 2020 | Cancelado debido a la pandemia COVID-19 | Cancelado debido a la pandemia COVID-19 | Cancelado debido a la pandemia COVID-19 |

### Dobles masculino
| Año  | Campeones                               | Finalistas                              | Resultado                               |
| ---- | --------------------------------------- | --------------------------------------- | --------------------------------------- |
| 2019 | Robert Galloway Nathaniel Lammons       | Sander Gillé Joran Vliegen              | 7–5, 6–4                                |
| 2020 | Cancelado debido a la pandemia COVID-19 | Cancelado debido a la pandemia COVID-19 | Cancelado debido a la pandemia COVID-19 |

### Dobles femenino
| Año  | Campeonas                               | Finalistas                              | Resultado                               |
| ---- | --------------------------------------- | --------------------------------------- | --------------------------------------- |
| 2019 | Anna Blinkova Oksana Kalashnikova       | Usue Maitane Arconada Jamie Loeb        | 6–2, 4–6, [10–4]                        |
| 2020 | Cancelado debido a la pandemia COVID-19 | Cancelado debido a la pandemia COVID-19 | Cancelado debido a la pandemia COVID-19 |